# George Hevesy
George Hevesy,  pravo ime György Hevesi (Budimpešta, Mađarska, 1. kolovoza 1885. – Freiburg im Breisgau, Njemačka, 5. srpnja 1966.), mađarski kemičar. Profesor u Freiburgu i Stockholmu, suradnik N. Bohra u Kopenhagenu. S Friedrichom Panethom (1887. – 1958.) razvio tehniku radioizotopnih indikatora (izotopno obilježavanje) i time bitno pridonio razumijevanju fizioloških procesa, za što je 1943. dobio Nobelovu nagradu za kemiju. Bavio se i kemijskom izolacijom radija. Na poticaj N. Bohra s Dirkom Costerom (1889. – 1950.) otkrio element hafnij (1923.).

## Doprinosi

### Hafnij
Hafnij (prema novolat. Hafnia, imenu za Kopenhagen; simbol Hf), kemijski element (atomski broj 72, relativna atomska masa 178,49), rastezljivi metal srebrne boje i sjaja, velike gustoće (13,31 g/cm³) i visokoga tališta (približno 2 230 °C), u spojevima četverovalentan. Velike je otpornosti prema koroziji i izvrsnih mehaničkih svojstava, postojanih i na visokim temperaturama. U prirodi je rijedak, dolazi samo u mineralima cirkonija, s kojim čini kemijski najsličniji par elemenata u periodnom sustavu elemenata. Primjenjuje se u nuklearnoj tehnici kao usporivač neutrona ili moderator u nuklearnim reaktorima, jer sposobnošću apsorpcije neutrona bitno premašuje većinu drugih metala. Hafnij se kao sastojak slitina prijelaznih metala koristi se u raketnoj, zrakoplovnoj, alatnoj i rasvjetnoj tehnici. Slitina tantalov hafnijev karbid s talištem oko 4 215 °C jedna je od temperaturno najotpornijih slitina uopće. Spojevi hafnija po kemijskim se svojstvima u potpunosti podudaraju sa spojevima cirkonija, pa se od njih vrlo teško razdvajaju.

### Pokus s alfa-česticama i zlatnim listićem
Pokus s alfa-česticama i zlatnim listićem je bio jedan od najznačajnih pokusa u nuklearnoj fizici, jer je to bio prvi dokaz da u atomu postoji atomska jezgra. Rutherford okuplja plodan tim istraživača, među kojima su H. Geiger, Ernest Marsden, G. Hevesy, H. Moseley, a nekoliko je godina dio tima bio i N. Bohr.
Ključni se pokus za to otkriće dogodio 1909. kada su znanstvenici vrlo tanku zlatnu foliju izložili djelovanju alfa-čestica. Thompsonov model atoma je predviđao će alfa-čestice proći kroz tanki metalni film i raspršiti se pod određenim malim kutovima. No, na veliko je iznenađenje istraživačkoga tima ustanovljeno raspršenje i pod velikim kutovima, a neke su se helijeve jezgre od metalne folije odbile potpuno unatrag. Rutherford je to usporedio s vjerojatnošću da list papira odbije topovsku kuglu. Rezultat je pokusa vodio prema novom modelu atoma, koji je Rutherford predložio 1911.: atom se sastoji od središnjega naboja okruženoga sferičnom raspodjelom naboja suprotnoga predznaka. U početku se pretpostavljalo da su i elektroni građevne čestice atomske jezgre, pa je u modelu za atom dušika rednoga broja 7 bilo pretpostavljeno da u jezgri ima 21 česticu, i to 14 protona i 7 elektrona, a u elektronskom omotaču još 7 elektrona.

### Primjena izotopa
Primjena izotopa temelji se na njihovim različitim masama i, za radioaktivne izotope, na zračenju koje emitiraju. Kao snažni izvori zračenja izotopi se u radijacijskoj tehnologiji primjenjuju za sterilizaciju i mikrobiološku dekontaminaciju. Značajna je primjena izotopa za izotopno obilježavanje (markiranje), za što su posebno pogodni radioaktivni izotopi, jer se zračenje lako otkriva i mjeri s visokom osjetljivošću. Obilježavanje se sastoji u ugrađivanju takvih izotopa (obilježivač) u fizičke, kemijske i biološke strukture, gdje oni, sudjelujući u reakcijama i procesima, omogućuju praćenje puta pojedinih atoma ili molekula, a time i reakcijskoga mehanizma.